# Bullmastif
Bullmastif je plemeno psa, které bylo původně určeno k hlídání. Při jeho šlechtění byl dán důraz na to, aby byl pes ve výsledku vytrvalý, silný a rychlý. Postupem času se rozšířil do celého světa, avšak i když má mnohem více kladů než jeho protějšek rotvajler, nikdy ho nepřekonal v míře oblíbenosti. Bullmastif se sice poměrně těžce vycvičí, svoje pány a jejich majetek ale brání za všech okolností.

## Historie bullmastifa
Pes byl vyšlechtěn z anglického mastifa a anglického buldoka za účelem strážce a musel být také schopen pronásledovat pytláky. Jako plemeno byl uznán až v roce 1924. V současnosti se jedná o plemeno poměrně rozšířené a oblíbené, běžně jej zahlédneme i v Česku.

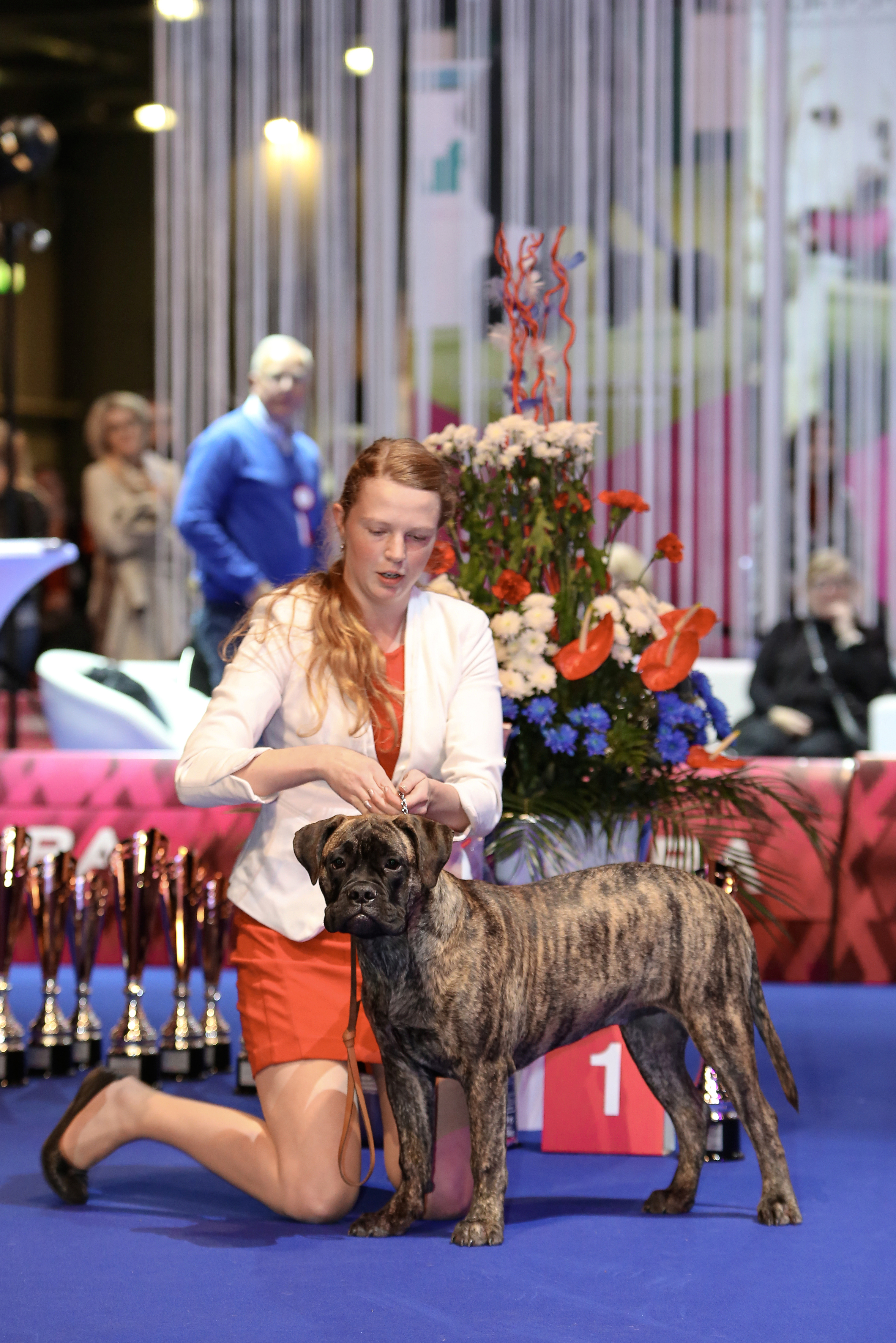
Burn DA Bridge Legendary Hills Vítězka Evropské výstavy Brno 2014, handler Jitka Svobodová

## Stavba těla
Bullmastif má typickou buldočí hlavu, má převislé kratší uši a nad očima mírně svraštělou srst. Jeho horní pysky jsou také převislé a nos je blízko očím. Tmavé, středně velké oči mají živý, inteligentní výraz. Hluboký a široký čenich zabírá zhruba třetinu délky hlavy. Ocas je tenký, u kořene silnější a zužuje se. Má velmi krátkou a tvrdou srst, o kterou není nutné pečovat. Krk je svalnatý a silný. Přední nohy jsou mohutné, pes zaujímá rovný postoj. Rovné nohy se silnými kostmi mají středně velké tlapy s černými drápy, a polštářky které jsou tlusté a tuhé.

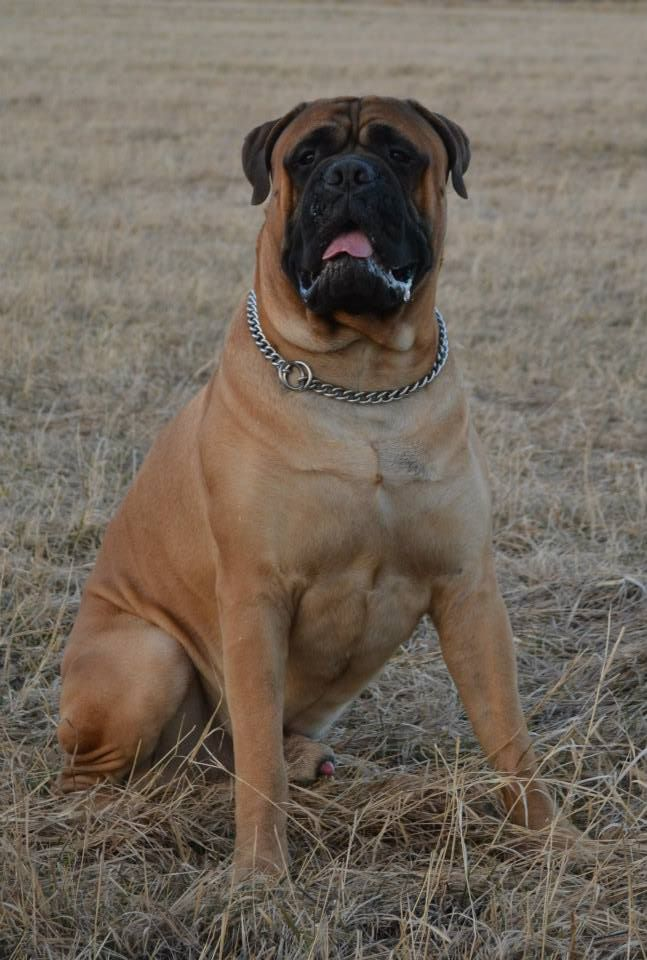

## Chování a nároky
U bullmastifa je problémem jeho tvrdohlavost. Nepotřebuje ani tak výcvik, jako spíše důslednou výchovu. Je příliš velký do rodiny s malými dětmi, potřebuje velkou zahradu nebo dvůr, rodině je však velmi oddaný. Potřebuje každodenní vycházky, ty ale nemusí být příliš dlouhé, aby si nenamáhal klouby. Hodí se spíše pro zkušené chovatele. Svému pánovi je velmi oddán a je ochoten za něj položit život. Bullmastif miluje děti, ale neumí dobře odhadnout svoji sílu, proto může nedopatřením dítě ohrozit. Bezpečně pozná jejich hru od skutečného nebezpečí. Dobře vychovaný bullmastif snese bez mrknutí oka každý jejich výstřelek nebo popotahování (např. za uši). Pokud by ovšem dětem chtěl někdo ublížit, nemilosrdně zakročí. Může žít i ve městě, má však rád dostatek pohybu. Je to velmi dobrý hlídač. Nehodí se pro celoroční pobyt venku, jelikož jeho srst neizoluje tak dobře. Jako hlídač a společník je velmi oblíbený. Výhodou je i to, že jen málokdy štěká.

## Zdraví
Stejně jako mnoho jiných molossoidních plemen, i bullmastif trpí na mnoho zdravotních problémů. Běžně se dožívá 9 až 10 let a každý chovný jedinec musí mít vyvrácenou dysplazii kyčelního kloubu, aby mohl být zařazen do chovného programu. Tito psi trpí především na dysplazii kyčelního kloubu, sníženou činnost štítné žlázy a na rakovinu mízních uzlin. Právě zdravotní péče o bullmastifa je finančně náročná, proto by si je měli pořizovat jen dobře zaopatření lidé.

## Možná záměna
S anglickým mastifem, který je na pohled větší a lymfatičtější. Jihoafrický mastif boerboel mívá delší čenichovou partii a méně vrásek. Může mít o něco vyšší hmotnost. Německý boxer je menší a atletičtější.

## Zajímavosti
Bullmastif byl vyšlechtěn jako obránce, který dokáže zadržet útočníka a i když v dnešní době v něm již není skryta původní agrese, tak je to vynikající hlídač, kterému nic neunikne. V první řadě je toto plemeno skvělý rodinný pes, který miluje děti a svou rodinu ochrání.
Zajímavý je jeho styl hlídání a případného útoku. Není to žádný vzteklý rváč, ale je velice trpělivý a rozvážný, útočí pouze v případě, že už není jiné východisko. Útočníka umí zadržet a znehybnit na nutnou dobu, bezhlavě nekouše. Pokud vás bullmastif spacifikuje, bez pomoci páníčka se ze země nezvednete, protože proti 70kg psovi s bullmastifovou konstitucí nemáte šanci. K hlídání není třeba bullmastifa cvičit, pud má v sobě zakořeněn a jakmile dospěje, tak se z něho stává obezřetný strážce.